# Moncheux
Moncheux je francouzská obec v departementu Moselle v regionu Grand Est. Žije zde 146 obyvatel.

## Geografie

### Sousední obce
| Růžice kompasu |                | Luppy    |         | Růžice kompasu |
| Růžice kompasu | Sailly-Achâtel | Sever    | Tragny  | Růžice kompasu |
| Růžice kompasu | Sailly-Achâtel | Moncheux | Tragny  | Růžice kompasu |
| Růžice kompasu | Sailly-Achâtel | Jih      | Tragny  | Růžice kompasu |
| Růžice kompasu | Vulmont        | Foville  | Juville | Růžice kompasu |